# Сестра

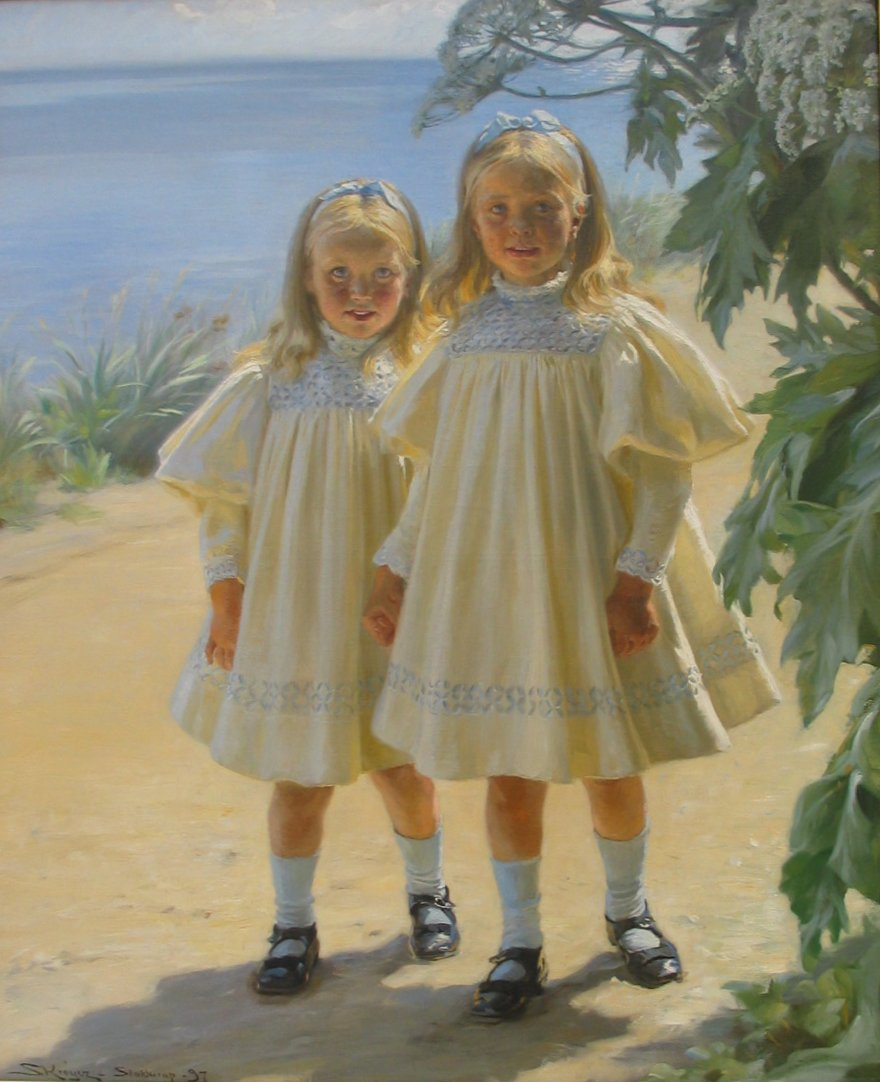
Педер Северін Крейєр, Сестри Бензон

Сестра́ — дівчина/жінка по відношенню до іншої дитини (дітей), яка походять від одних батьків. Сиблінг жіночої статі.
Сестра, юридично-побутовий термін, що позначає спорідненість в другому ступені в бічній лінії. 

## Етимологія
Українське сестра походить від прасл. *sestra, що вважається спорідненим з лит. sesuō, прусськ. swestro, гот. swistar, давн.в-нім. swester, нім. Schwester, давн-англ. sweostor, swester, англ. sister, дав.-ірл. siur, ірл. siúr, deirfiúr, лат. soror, дав.-гр. ἔορ, вірм. քույր, к'уйр, санскр. स्वसृ, сваср, тох. A ṣar, тох. B ṣer. Спільне джерело реконструюють як пра-і.є. *su̯ésōr, яке, очевидно, утворене від коренів *su̯e-(*se-), «свій» і *sōr, «жінка».

## У родинних стосунках
Сестри бувають:
- Старша сестра — дівчина/жінка по відношенню до молодшої дитини (дітей) своїх батьків.
- Молодша сестра — дівчина/жінка по відношенню до старшої дитини (дітей) своїх батьків.

- Повнорідна (рідна) сестра — має спільних батька та матір зі своїм суродженцем.
- Неповнорідна — така, що має лише спільного батька або лише спільну матір зі своїм суродженцем.
  - Єдиноутробна сестра — має лише спільну матір
  - Єдинокровна сестра — має спільного батька, але різних матерів
- Зведені суродженці — зведені брати й сестри, чиї батьки знаходяться в шлюбі один з одним, але конкретно ці діти не є спільними для них;
- Стрийна — сестра батька.
- Зовиця — сестра чоловіка.

У ширшому значенні:
- двоюрідні або кузен, кузин / кузина (спільні дід і баба)
- троюрідні або брат / сестра у других (спільні прадід і прабаба) і т. д.

## Правовий статус
Споріднений зв'язок сестер дає право на спадкоємство; на суді як свідки сестри можуть відмовлятися від надання свідчень, відводяться сторонами і (у карних справах) допитуються без присяги.

## Відомі сестри
- Джекі Коллінз, авторка, і Джоан Коллінз, акторка
- Гіларі Дафф, акторка, і Гейлі Дафф, співачка
- Меліса Гілберт і Сара Гілберт, акторки
- Кім Річардс і Кайл Річардс, акторки та телезірки
- Джессіка Сімпсон і Ешлі Сімпсон, співачки
- Брітні Спірс, співачка, і Джеймі Лінн Спірс, акторка